# Patagioenas leucocephala
La paloma coronita (Patagioenas leucocephala), también denominada paloma de corona blanca, paloma coroniblanca, torcaza cabeciblanca, casquito blanco y paloma gorriblanca, es una especie de ave de la familia de las palomas. Habita las islas caribeñas septentrionales y centrales y algunos lugares en el continente del norte y centroamericano. John James Audubon pintó este pájaro en el siglo XIX.[cita requerida]

## Características

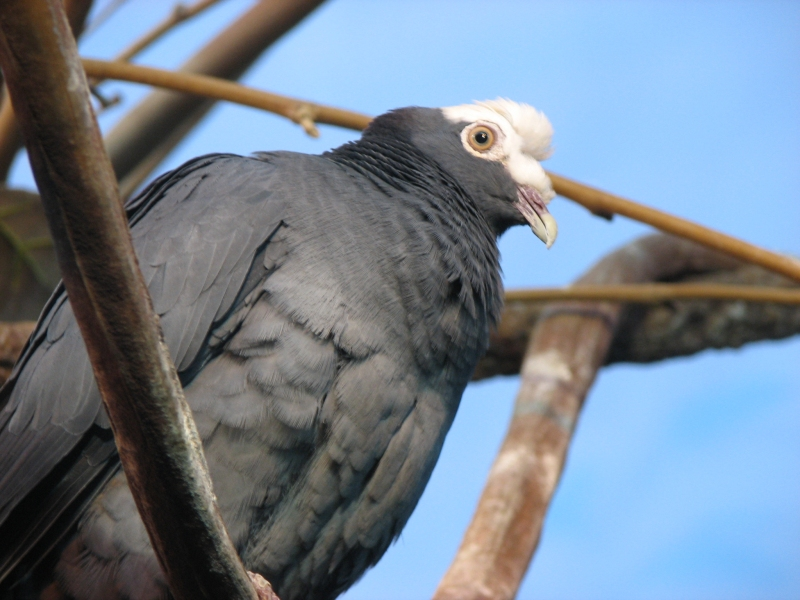
Una joven paloma coronita en el Zoo de Louisville, Kentucky.

Ilustración de John James Audubon.

Mide 29 cm, tiene una envergadura de alas de 48 cm y pesa 0,15 kg. El adulto es gris oscuro, con barras verdes y blancas en la nuca, una corona blanca brillante a la cabeza, un iris blanco, y una punta de pico rojo pálido. Los jóvenes de un gris menos oscuro, carecen el modelo de la nuca y el iris blanco, y muestran solamente algunas plumas pálidas en la corona. Esta especie es un miembro de un clado diverso de Patagioenas que varían mucho en aspecto, pero son unidas por sus arrullos triple (excepto en la paloma escalada) (Johnson y otros 2001, Mahler y Tubaro 2001).

## Hábitat y localización
Es residente principalmente en las Bahamas, Cuba, Jamaica y la Antigua. Cría en números más pequeños en La Española (Haití y República Dominicana), Puerto Rico, las Islas Vírgenes, las islas Caimán, Anguila y otras islas caribeñas como San Andrés Islas. También cría a lo largo de la costa del Caribe de América Central. En los Estados Unidos se encuentra solamente en los cayos de la Florida y la extremidad meridional de la Florida.En México se localiza en la Cozumel e Isla Contoy como sitios de anidación. En ciertas épocas se le puede observar en la ciudad de Cancún e Isla Mujeres Quintana Roo Mx.

## Principales amenazas
La principal amenaza para esta especie es la caza. En la Florida una causa importante de la mortalidad es la colisión con los objetos artificiales. Otra amenaza principal para esta especie es pérdida de hábitat. La Columba leucocephala necesita dos hábitats distintos, uno para anidación y uno para alimentación. Crían típicamente en los manglares rojos costeros (Rhizophora mangle), que continúan siendo talados para las cosechas tales como caña de azúcar. La agricultura y la tala de árboles se han convertido en un problema de alimentación para las especies, por lo general los bosques interiores de madera. El pájaro es muy asustadizo, y se sabe que simplemente abandona el nido cuando se ve amenazado.